# Rana debussyi
Rana debussyi là một loài ếch trong họ Ranidae. Chúng là loài đặc hữu của Indonesia.

## Hình ảnh

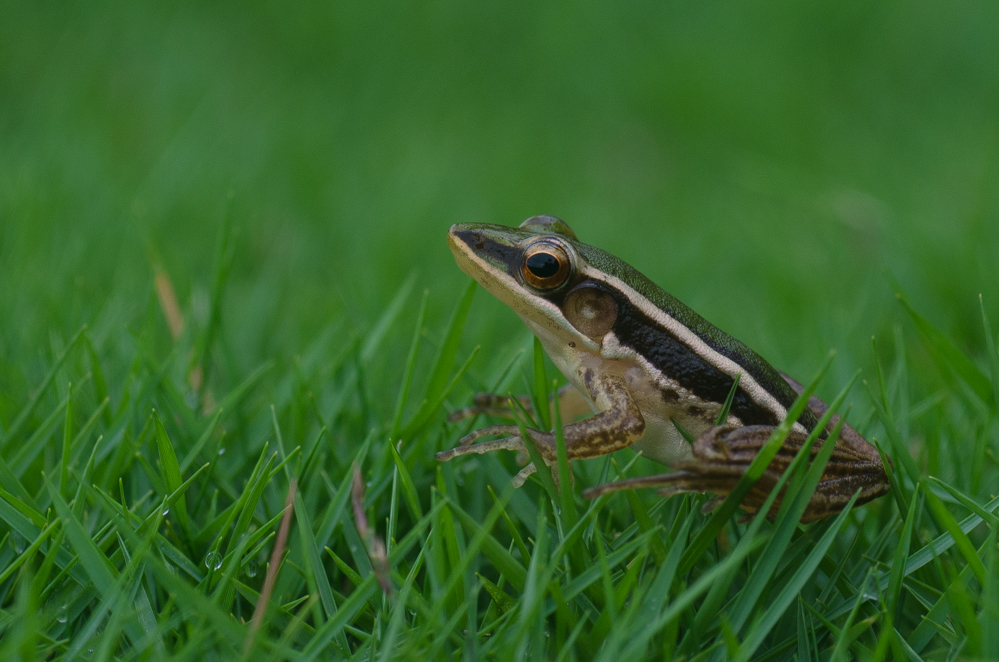